# El Calvario (Venezuela)
Pour les articles homonymes, voir El Calvario.
El Calvario est la capitale de la paroisse civile d'El Calvario de la municipalité de Sebastián Francisco de Miranda de l'État de Guárico au Venezuela. 